# 布加勒斯特地鐵3號線
布加勒斯特地鐵3号线（羅馬尼亞語：Linia M3 a metroului din București）是布加勒斯特地鐵的路線之一，全長20 km（12.4 mi）)。3号线是一條東西走向的路線，部分路段和布加勒斯特地铁1号线共用。現在布加勒斯特地鐵3号线有延伸計劃。